# Velika Dapčevica
Velika Dapčevica est un village de la municipalité de Grubišno Polje (Comitat de Bjelovar-Bilogora) en Croatie. Au recensement de 2001, le village comptait 85 habitants.